# JSM Béjaïa
El Jeunesse Sportive Madinet de Béjaïa, conocido como JSM Béjaïa, es un club de fútbol de Argelia que compite en el Championnat National de Deuxième Division, la competición de fútbol más importante del país.

## Historia
Fue fundado en 1936 en la ciudad de Béjaïa y no es de los equipos más populares de Argelia y nunca ha sido campeón de liga, aunque sí lo ha sido de copa.

## Palmarés
- Campeonato Nacional
  - Subcampeón : 2011, 2012.
  - Tercera : 2007, 2009.

- Copa de Argelia (1)
  - Ganador : 2008.

- Championnat National de Deuxième Division
  - Subcampeón : 2006.
  - Tercera Gr. Este : 1998.

- Norte de África Recopa
  - Finalista : 2009.

## Participación en competiciones de la CAF
| Temporada | Torneo                       | Ronda      | Club               | Casa | Visita | Global        |
| --------- | ---------------------------- | ---------- | ------------------ | ---- | ------ | ------------- |
| 2008      | Copa Confederación de la CAF | 1          | CS Sfaxien         | 1-1  | 0-1    | 1-2           |
| 2009      | Copa Confederación de la CAF | 1          | ASC Yakaar         | 4-1  | 1-1    | 5-2           |
| 2009      | Copa Confederación de la CAF | 2          | Stade Malien       | 1-0  | 0-1    | 1-1 (12-13 p) |
| 2012      | Liga de Campeones de la CAF  | Preliminar | Foullah Edifice FC | 3-1  | 0-0    | 3-1           |
| 2012      | Liga de Campeones de la CAF  | 1          | AFAD Djékanou      | 1-2  | 0-3    | 1-5           |
| 2013      | Liga de Campeones de la CAF  | Preliminar | Olympic FC         | 3-0  | 0-0    | 3-0           |
| 2013      | Liga de Campeones de la CAF  | 1          | Asante Kotoko      | 0-0  | 1-1    | 1-1 (a)       |
| 2013      | Liga de Campeones de la CAF  | 2          | Espérance ST       | 0-0  | 0-1    | 0-1           |
| 2013      | Copa Confederación de la CAF | 3          | ES Sahel           | 2-2  | 1-2    | 3-4           |

## Participación en Competiciones Norte de África Recopa
| Temporada | Torneo                 | Ronda      | Club     | Casa | Visita | Global |
| --------- | ---------------------- | ---------- | -------- | ---- | ------ | ------ |
| 2008      | Norte de África Recopa | Semifinale | Al-Masry | 0-1  | 2-0    | 2-1    |
| 2009      | Norte de África Recopa | Finale     | ES Tunis | 0-0  | 1-2    | 1-2    |

## OEM
NAFO.